# 木村弘毅
木村 弘毅（きむら こうき、1975年12月9日 - ）は、日本の実業家、ゲームプロデューサー。MIXI代表取締役社長、経済同友会「スポーツとアートの産業化委員会」副委員長、TIPSTAR担当役員、神宮の杜芸術祝祭実行委員会会長。『モンスターストライク』を開発・リリースした。早稲田大学大学院スポーツ科学研究科修了、東京都杉並区生まれ。

## 経歴
東京都杉並区出身。東京都立杉並高等学校を経て、東京都立大学工学部電気工学科に入学するも中退。大学中退後は、父親が脱サラして設立した電気設備関連会社で営業を務めた。
2003年（平成15年）携帯コンテンツ会社のモバイルプロダクション入社。2005年（平成17年）インデックス（のちのインデックス・ホールディングス）入社。
2008年（平成20年）ミクシィ（現・MIXI）入社、モバイル事業部配属。同年ミクシィmixi事業本部企画部パートナーサービス企画グループアライアンス推進チームサービスプランナー。
ミクシィ（現・MIXI）ゲーム事業部で、Rekooのソーシャルゲーム『サンシャイン牧場』のコンサルティングを手掛ける。開始約3カ月で利用者300万人を突破。その後、『モンスターストライク』プロジェクトの立ち上げにあたった（のちに利用者数が世界累計5000万人突破）。2012年（平成24年）ミクシィプロダクト開発部プロダクトオーナー。2013年（平成25年）ミクシィ （現・MIXI）モンストスタジオプロデューサー。
2014年（平成26年）ミクシィ（現・MIXI）執行役員モンストスタジオ部長。2015年（平成27年）ミクシィ（現・MIXI）取締役モンストスタジオ本部長。2017年（平成29年）ミクシィ（現・MIXI）取締役XFLAG事業本部本部長。2018年（平成30年）からミクシィ（現・MIXI）代表取締役社長執行役員（スポーツ領域担当）。
2018年（平成30年）には自身の経営理念を書いた著書『自己破壊経営 ミクシィはこうして進化する』を発売。
2020年（令和2年）代表取締役社長（現任）就任。2021年（令和3年）早稲田大学大学院スポーツ科学研究科修士課程を修了。
日本経済新聞には「ミクシィを救った落第生 執念のモンスト開発」と分析・評価された。

## 人物
- 祖父と父は社長。祖父はトヨタ系列の工作機器メーカー社長、父は銀行員を脱サラしたのち電気設備系の会社を起業、社長となった[12]。
- 幼少時代から父と祖父から経営論、ノウハウ、教訓を学ぶ。小学校3年生から銀行のキャッシュカードを渡される。お小遣いは振込だった[12]。
- 幼少時代は絵画や彫刻、化学の実験に夢中な子供だった。一時期は祖父と父のビジネスマンの顔に反発してクリエイティブ志向な自分を主張したことがあったが、いざ社長をやってみると「ビジネスや経営にこそクリエイティビティが求められている」と実感[12]。
- 学生時代はゲームとスポーツが好きだった。理由は友人と一緒に楽しめるツールだから[12]。
- 神宮の杜芸術祝祭実行委員会 会長を務める[13]。
- 社長と学生の二足の草鞋で早稲田大学大学院スポーツ科学研究科修士課程を修了。現在早稲田大学のホームページにて木村の論文「米国スポーツベッティング」が閲覧できる。首席として紹介される[14][15]

### 趣味・特技
- 趣味はキックスケーターとビーチバレー[12]。
- 好きな映画はバズ・ラーマン監督の『ロミオ+ジュリエット』。その影響でドルチェ&ガッバーナが好きになる[12]。
- 雑誌『プレジデント』にて生涯最高の本を聞かれて、大学二年生のときに読んだ三島由紀夫の『豊饒の海』をあげている。4部作からなる構成力と美の破壊へと向かう人生の刹那が強烈に心を支配するという。夏に読むのがオススメと木村は言う[16]。

## 作品

### ゲーム
- サンシャイン牧場（Rekoo）
- モンスターストライク - 企画立ち上げ、初代プロデューサー

### 映画
- プロメア（松山ケンイチ主演） - 製作[17]

### アニメ
- モンスターストライク（モンストアニメ2016） - 総監督[18]
- モンスターストライク　映画公開記念スペシャル「レイン・オブ・メモリーズ」 - 総監督[19]
- モンスターストライク　夏スペシャル「マーメイド・ラプソディ」 - 総監督[20]

## 出演

### テレビ
- FNNプライムニュース α（フジテレビ）[21]
- ニュースモーニングサテライト（テレビ東京）[21]
- ビジネスStyle（フジテレビ）[21]
- biz search（日本テレビ）[21]
- ワールドビジネスサテライト（テレビ東京）[21]

### インターネット番組
- ABEMA Prime（AbemaTV） 2021年6月9日放送分

### 新聞
- 日本経済新聞[22][23]
- 読売新聞[13]
- 夕刊フジ

### 雑誌
- Forbes JAPAN（リンクタイズ）
- プレジデント（プレジデント社）

## 著書
- 『自己破壊経営 ミクシィはこうして進化する』（日経BP社、2018年12月6日）　ISBN 978-4822259723